# 윈스턴 앤 스트론
윈스턴 앤 스트론(Winston & Strawn LLP)은 미국 일리노이주 시카고에 본사를 두고 있는 다국적 로펌으로, 시카고에서 가장 오래된 로펌이다. 1853년 프레드릭 윈스턴(Frederick H. Winston)에 의해 설립됐으며, 이후 1894년 다른 파트너인 사일러스 스트론(Silas H. Strawn)이 합류하였다. 2017년 기준으로 미국, 유럽, 아시아에 걸쳐 16개 사무소와 900여명의 변호사를 두고 있다.